# Boglewice
Boglewice is een plaats in het Poolse district  Grójecki, woiwodschap Mazovië. De plaats maakt deel uit van de gemeente Jasieniec en telt 440 inwoners.